# (4234) Evtushenko
(4234) Evtushenko (1978 JT1) – planetoida z pasa głównego asteroid okrążająca Słońce w ciągu 5,74 lat w średniej odległości 3,2 j.a. Odkryta 6 maja 1978 roku.